# وكالة إعلان
وكالات الإعلان هي شركات تتخص لإنشاء الإعلانات والتخطيط لها والتعامل معها وأحيانًا تعمل على أشكال أخرى من الترويج والتسويق لعملائها. في الغالب ما تكون وكالات الإعلان مستقلة عن العميل، وتكون قسمًا داخليًا أو وكالة توفر وجهة نظر خارجية لمحاولة بيع منتج العميل أو خدماته.

## تاريخ
أول وكالة إعلان معترف بها كانت لويليام تايلور في عام 1786. وكالة أخرى لاحقًا أسسها جيمس وايت في عام 1800 في شارع فليت في لندن تطورت في النهاية إلى وايت بول هولمز، وهي وكالة إعلانات توظيف والتي توقفت عن العمل في أواخر العام 1980.